# Grästorps landskommun
Grästorps landskommun var en tidigare kommun i dåvarande Skaraborgs län.

## Administrativ historik
Kommunen bildades som så kallad storkommun vid kommunreformen 1952 genom sammanläggning av de tidigare kommunerna Tengene, Bjärby, Flakeberg, Flo, Hyringa, Håle, Längnum, Sal, Särestad, Trökörna, Täng och Ås. Den fick sitt namn efter centralorten Grästorp.
Dessutom upphörde Grästorps köping enligt beslut den 24 mars 1950 och 28 september 1951 och uppgick i Grästorps landskommun. Inom den forna köpingens område fortsatte dock ordningsstadgan, byggnadsstadgan och hälsovårdsstadgan att gälla, fastän området inte utgjorde ett municipalsamhälle.
Kommunen ombildades i samband med kommunreformen den 1 januari 1971 till Grästorps kommun.
Kommunkoden var 1602.

### Kyrklig tillhörighet
I kyrkligt hänseende tillhörde kommunen församlingarna Bjärby, Flakeberg, Flo, Hyringa, Håle, Längnum, Sal, Särestad, Tengene, Trökörna, Täng och Ås.

## Heraldiskt vapen
Grästorps landskommun förde inte något vapen.

## Geografi
Grästorps landskommun omfattade den 1 januari 1952 en areal av 264,90 km², varav 263,25 km² land.

### Tätorter i kommunen 1960
I Grästorps landskommun fanns tätorten Grästorp, som hade 1 362 invånare den 1 november 1960. Tätortsgraden i kommunen var då 23,0 procent.

## Befolkningsutveckling
| Befolkningsutvecklingen i Grästorps landskommun 1955–1970 | Befolkningsutvecklingen i Grästorps landskommun 1955–1970 | Befolkningsutvecklingen i Grästorps landskommun 1955–1970 | Befolkningsutvecklingen i Grästorps landskommun 1955–1970 | Befolkningsutvecklingen i Grästorps landskommun 1955–1970 |
| --- | --------------------------------------------------------- | --------------------------------------------------------- | --------------------------------------------------------- | --------------------------------------------------------- |
| |                                                           |                                                           |                                                           |                                                           |
| År |                                                           |                                                           | Invånare                                                  |                                                           |
| 1955 | 1955                                                      |                                                           | 6 477                                                     | 6 477                                                     |
| 1960 | 1960                                                      |                                                           | 6 055                                                     | 6 055                                                     |
| 1965 | 1965                                                      |                                                           | 5 640                                                     | 5 640                                                     |
| 1970 | 1970                                                      |                                                           | 5 377                                                     | 5 377                                                     |
| Källa: SCB - Folkmängd inom administrativa områden 1910-1961 och Folkmängd 31 dec 1950-1975 i län, kommuner och församlingar enligt kommunindelningen 1 jan 1976. |                                                           |                                                           |                                                           |                                                           |

## Politik

### Mandatfördelning i valen 1950-1966
| 7 | 6 | 13 | 6 | 8 |

| 40 |

| 8 | 4 | 13 | 7 | 8 |

| 40 |

| 8 | 15 | 6 | 11 |

| 36 |

| 8 | 2 | 15 | 5 | 10 |

| 37 |

| 7 | 4 | 14 | 6 | 9 |

| 37 |